# Sächsische Zeitung
Sächsische Zeitung (česky Saské noviny) je deník, který vychází na východě Saska od roku 1946. „SZ“ má nejvyšší náklad ve své distribuční oblasti, jímž je bývalý „Vládní kraj Drážďany“ (1952–1990). Deník Sächsische Zeitung vydává mediální skupina DDV Mediengruppe GmbH. Šéfredaktorem je od roku 2007 Uwe Vetterick, jeho předchůdcem byl v letech 2002–2007 Hans Eggert.

## Historie

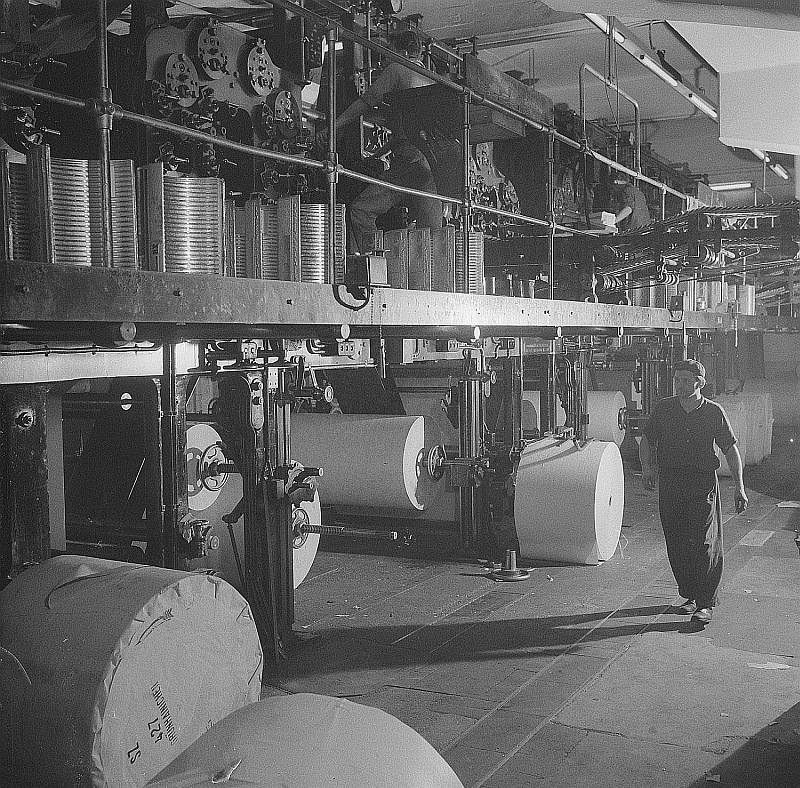
Strojovna v tiskárně deníku Sächsische Zeitung, kolem roku 1960

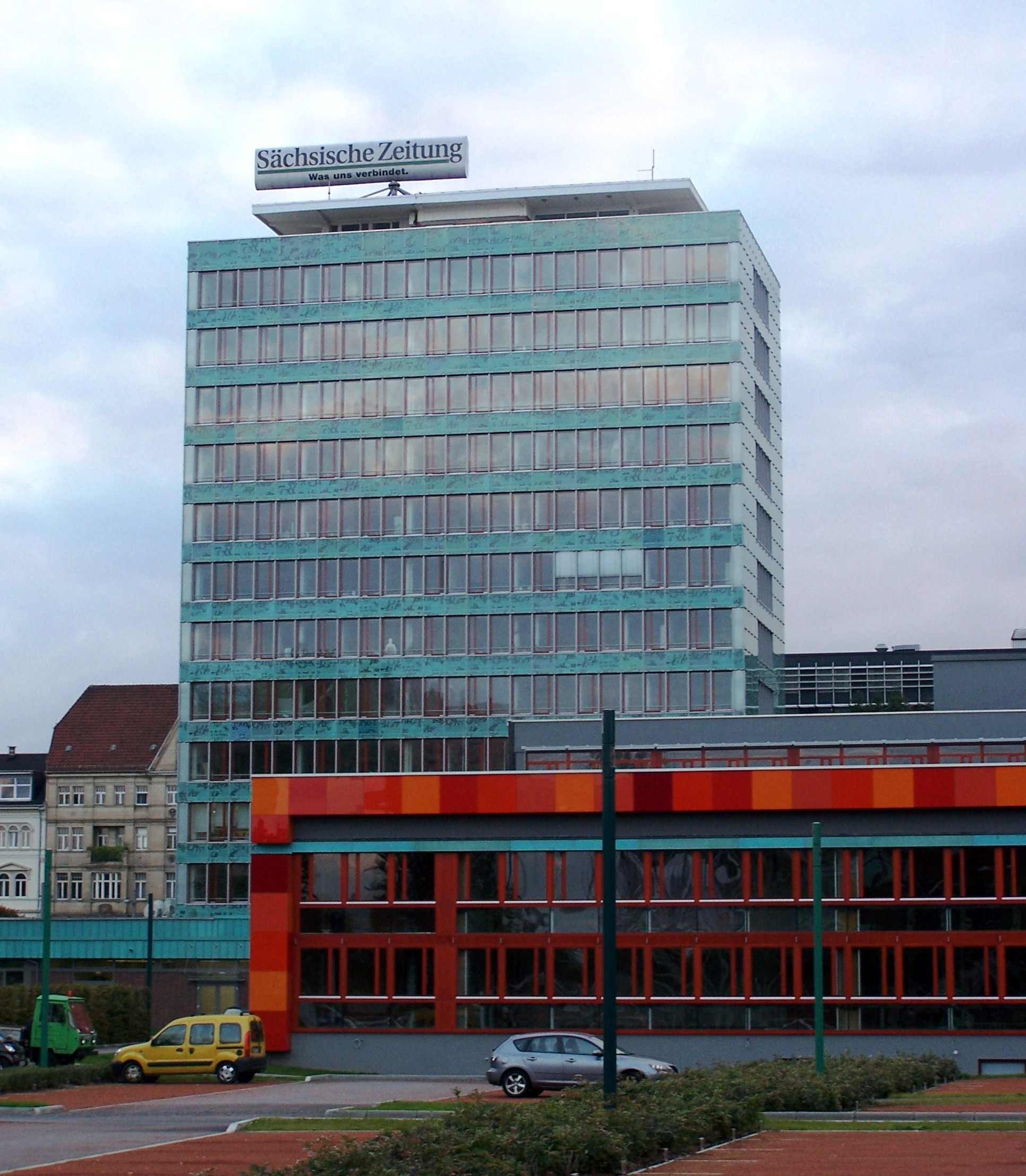
„Dům tisku“ – hlavní sídlo vydavatelství deníku

Dne 13. dubna 1946 vznikl Sächsische Zeitung sloučením deníku Sächsische Volkzeitung Komunistické strany Německa (KPD) a deníku Volkstimme, jenž původně patřil Sociálnědemokratické straně Německa (SPD), s nákladem 225 000 výtisků. Noviny měly čtyři strany. Předchůdcem sociálnědemokratického deníku byl Sächsische Arbeiterzeitung (SAZ), který začal vycházet v roce 1890, později byl přejmenován na Dresdner Volkszeitung, předchůdce Volkstimme. Během období NDR vycházel Sächsische Zeitung denně v nákladu 513 000 výtisků, který četl přibližně milion čtenářů. V této době noviny fungovaly jako orgán krajského vedení Sjednocené socialistické strany Německa (SED) v Drážďanech, a proto neměly na rozdíl od jiných deníků, jež nepatřily SED, nevýhody papírových kvót. V Drážďanech se rovněž v letech 1954–1989 konal tiskový festival. V roce 1966 se redakce přestěhovala do nově postaveného Domu tisku, která je jejím ústředím dodnes.
Noviny Sächsische Zeitung nikdy nezměnily svůj název, měnil se jen podtitul, který byl do prosince 1989 „orgán drážďanského krajského vedení SED“, počátkem roku 1990 „socialistický deník“, což bylo v průběhu politických změn vynecháno. Dnes se v podtitulu zmiňuje pouze místní vydání, např. Sächsische Zeitung – Die Tageszeitung für Dresden. V roce 1991 byl deník privatizován. SPD při tom vznesla restituční nároky na různá nakladatelství, která před rokem 1990 vlastnila, a získala tak vlastnický podíl 40 %. V letech 2004–2005 vycházelo také nedělní vydání, přičemž programová část byla integrována do vydání sobotního.
K 1. lednu 2016 Sächsische Zeitung zcela přebudoval svou strukturu. Od té doby redakční tým pracuje s modelem editor/reportér. V každém oddělení jsou reportéři, kteří píšou rešerše, a redaktoři, jež tyto texty připravují pro různé kanály v tisku a na webu. V průběhu této restrukturalizace se změnila také role šéfredaktora: Olaf Kittel, jenž byl dosud zástupcem šéfredaktora, se stal autorem a ombudsmanem SZ, vedoucí bývalého oddělení politiky a ekonomiky Annette Binningerová a Ines-Karen Wetzelová a dosavadní vedoucí oddělení kultury Heinrich Maria Löbbersová utvořili čtyřčlenné vedení redakce. Binningerová se stala vedoucí oddělení reportérů, Wetzelová vede editory a Löbbersová působí jako hlavní kurátor, který rozhoduje o čase a kanále, v jakých se budou texty publikovat. Vzdala se proto vedení oddělení kultury, které bylo přebudováno a přejmenováno na redakci fejetonů. Toto oddělení spravuje Löbbersové předchozí zástupce Marcus Krämer. V rámci těchto změn rozšířily noviny Sächsische Zeitung sortiment svých produktů a ve večerních hodinách začaly vydávat E-Paper, který je každý den od 20:00 k dispozici online.
V červenci 2016 se deník Sächsische Zeitung rozhodl upustit od dodržování směrnice č. 12.1 německého Novinářského kodexu a ve zprávách vždy uvádět původ zločinců či podezřelých, neboť mnoho čtenářů věřilo, že pokud není původ uveden, jedná se automaticky o žadatele o azyl. Vedoucím lokálního redakčního týmu v Drážďanech je od srpna 2019 Georg-Dietrich Nixdorf, jenž byl původně koučem čtenosti u dceřiné společnosti DDV.

## Formát, tisk a distribuce
Sächische Zeitung je vydáván v tzv. rýnském formátu (350 x 510 mm) a skládá se ze čtyř svazků s nejméně 24 stranami, plus sobotního časopisu. Vnější plášť obsahuje politické a ekonomické zpravodajství, reportáže, sport a zvláštní přílohy, které zahrnují mj. vysokoškolskou stranu nebo stranu pro mládež GenerationSZ. Noviny jsou tištěny čtyřbarevným ofsetovým tiskem v podniku Dresden-Hellerberge, jenž byl otevřen roku 1998. V roce 2014 se tisklo vždy 270 000 kopií. Papír je stoprocentně recyklován a dodává se do papíren Eilenburg a Schwedt/Oder. První exemplář bývá vytištěn ve 21:50, poslední kopie ve 3:30. Z doručovacích míst pak noviny putují ke 3000 předplatitelům, z toho 400 v Drážďanech.
Sächsische Zeitung vycházejí ve 20 místních vydáních, jejichž oblasti – s výjimkou Rödertalu – vycházejí ze struktury okresů, jaké existovaly před saskou správní reformou v polovině 90. let. Jedná se o následující regionální mutace: Budyšín, Bischofswerda, Dippoldiswalde, Döbeln, Drážďany, Radebeul, Freital, Görlitz, Großenhain, Hoyerswerda, Kamenz, Löbau, Míšeň, Niesky, Pirna, Riesa, Rödertal, Sebnitz, Weißwasser. Jejich vydávání zajišťují samostatné regionální společnosti, z nichž většina vždy zahrnuje několik místních vydání.

## Vydavatelství
Mediální skupina DDV, která vydává Sächsische Zeitung, je ze 60 % ve vlastnictví dceřiné společnosti Bertelsmann Gruner + Jahr, 40 % patří Německé tiskařské a vydavatelské společnosti, která je mediální holdingovou společností SPD. Celkem asi 500 zaměstnanců, včetně přibližně 140 redaktorů, pracuje ve všech oblastech, které pokrývá mediální skupina DDV. Její součástí je rovněž společnost Morgenpost Sachsen Verlagsgesellschaft mbH, která vydává listy Morgenpost Sachsen a Chemnitzer Morgenpost. Bývalá drážďanská tiskárna a vydavatelství se rozdělily na pět obchodních sektorů, které se označují logem s pěticípou hvězdou. Jsou to: média, logistika, komunikace a marketing, volný čas a cestovní ruch a vydavatelské služby.

## Sächsische.de
Sächsische.de je internetový portál Sächsische Zeitung. Po jeho zprovoznění 11. listopadu 1996 na sz-online.de a jej měsíčně navštíví přibližně 16 milionů reálných uživatelů (k únoru 2016). Redakční obsah je tvořen z agenturních textů od dpa a AP, z článků od Sächsische Zeitung, jejichž přebírání je z velké části automatizováno, stejně jako z článků od nezávislého redakčního online týmu. K opětovnému spuštění webu, které doprovázelo přechod z adresy sz-online.de na sächsische.de, došlo 23. listopadu 2018. Zároveň Sächsische Zeitung slavnostně otevřel svůj nový newsroom, který se nachází v přízemí budovy na Ostra-Allee. Zavedení nového webu souviselo s novou digitální strategií generování tržeb především prostřednictvím zpoplatněného novinářského obsahu. Kromě sächsische.de vydavatelství provozuje další online portály pro oblast východního Saska. Největší z nich jsou realitní portál sz-immo.de, zábavní portál augusto-sachsen.de a burza práce sz-jobs.de.